# Pseudagrion tinctipenne
Pseudagrion tinctipenne – gatunek ważki z rodziny łątkowatych (Coenagrionidae).